# 唯円
唯円（ゆいえん）は、鎌倉時代の浄土真宗の僧。同時代に同名の僧侶が幾人かいる。その一人が『歎異抄』の実質的著者であるとされるが、確かではない。
- 河和田の唯円（かわわだのゆいえん、貞応元年（1222年）- 正応2年2月6日（1289年2月27日））
親鸞の晩年になってからの弟子で直弟子の一人。親鸞の孫にあたる唯善の師で、『慕帰絵詞』によれば、正応元年（1288年）に唯円が常陸国から上洛した際、本願寺の覚如から広く法門の教義に関する問題を協議したとされる。『歎異抄』の著者は不明だが、一般に唯円作とする。常陸国河和田（現在の茨城県水戸市）に住していたことから河和田の唯円と称される。晩年は大和国吉野で布教し、秋野川の近辺で没したといわれる。
大正時代の劇作家・倉田百三は、親鸞と唯円の物語を戯曲『出家とその弟子』で描いた。
- 鳥喰の唯円（とりはみのゆいえん、生没年不詳）
俗名は橋本綱宗と称した武士といわれ、武蔵楢山城主との説もある。常陸国鳥喰（現在の茨城県那珂市豊喰）に住したことから鳥喰の唯円と称される。子供を亡くしたことから無常を感じ、親鸞の弟子となった。二十四輩の一人とされ、常陸国太田に西光寺を建立したという。